# Vandoncourt
Vandoncourt là một xã của tỉnh Doubs, thuộc vùng Bourgogne-Franche-Comté, miền đông nước Pháp.

## Dân số
| 1748                                 | 1900 | 1962 | 1968 | 1975 | 1982 | 1990 | 1999 | 2004 |
| ------------------------------------ | ---- | ---- | ---- | ---- | ---- | ---- | ---- | ---- |
| 347                                  | 756  | 539  | 557  | 605  | 594  | 605  | 626  | 790  |
| Từ năm 1962: Dân số không tính trùng |      |      |      |      |      |      |      |      |